# Aszófő

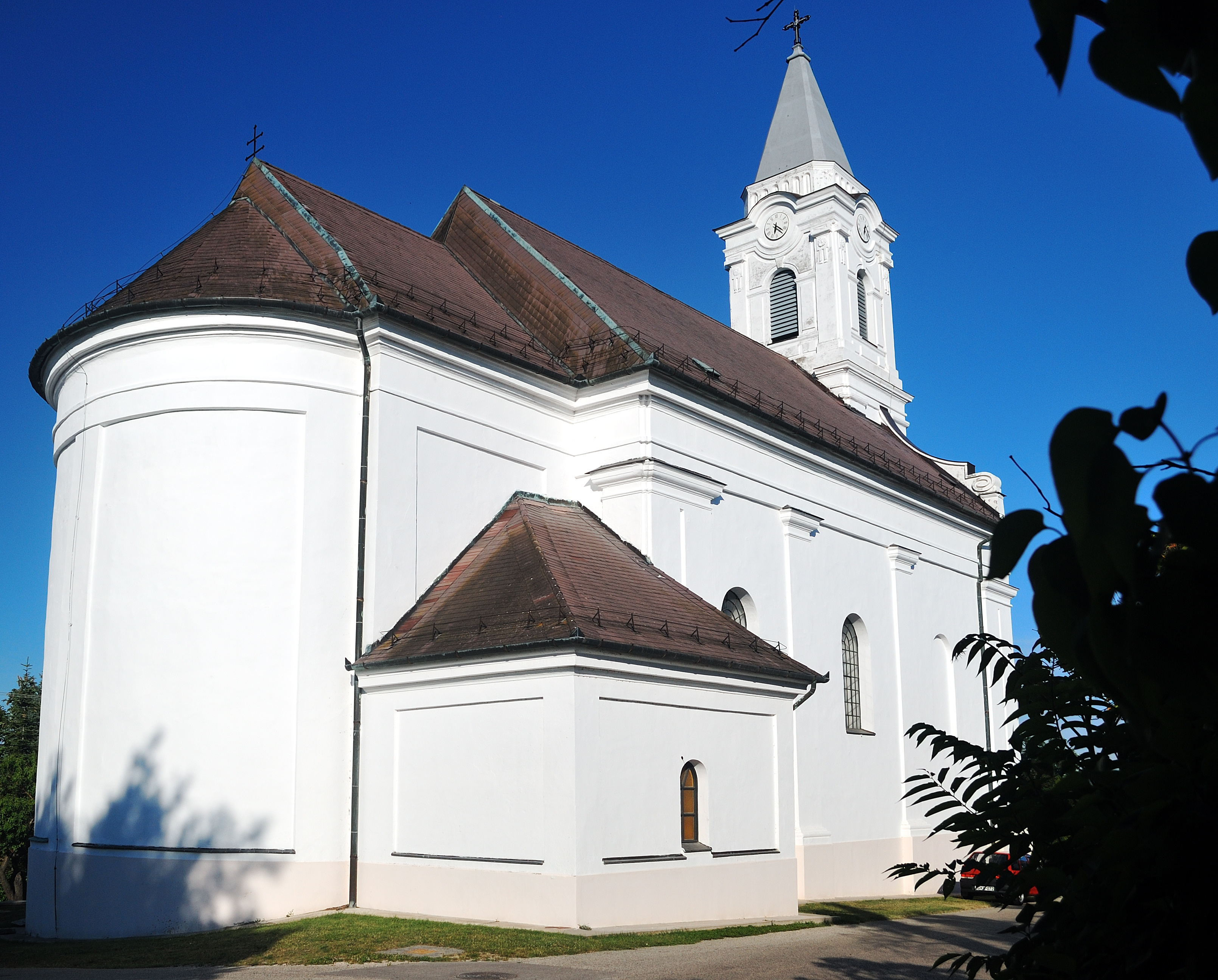
Aszófő

Aszófő är ett samhälle i provinsen Veszprém i Ungern. Aszófő ligger i distriktet Balatonfüred och har en area på 8,32 km². År 2019 hade Aszófő totalt 400 invånare.